# توماس هاردينغ
توماس هاردينغ (بالإنجليزية: Thomas Harding)‏ هو صحفي بريطاني، ولد في 31 أغسطس 1968 في لندن في المملكة المتحدة.